# Wolverine: Adamantium Rage
Wolverine: Adamantium Rage è un videogioco platform e d'azione pubblicato nel 1994 per Super Nintendo Entertainment System e Sega Mega Drive. La versione SNES è stata sviluppata da Bits Studios, mentre la versione Mega Drive è stata sviluppata da Teeny Weeny Games. Le due versioni del gioco sono state sviluppate separatamente e differiscono in alcune aree chiave del gioco, ma la storia di base e il gameplay sono simili. È uno dei primi giochi a presentare una barra della salute che si ricarica col passare del tempo, anche se il personaggio di Wolverine poteva rigenerare la propria salute anche in alcuni giochi precedenti degli X-Men.

## Trama

### Versione SNES
Wolverine viene misteriosamente contattato da uno sconosciuto che dichiara di avere informazioni sul passato del mutante. Il supereroe decide di seguire la pista del contatto sconosciuto, viaggiando per il Canada e il Giappone, combattendo contro i supercattivi Destroyer Program, Tri-Fusion e Lady Deathstrike. Proprio quest'ultima avverte Wolverine di essere stato ingannato, e che Shinobi Shaw aveva piazzato una taglia sulla testa di Wolverine. Wolverine, credendo che Shaw si stesse nascondendo nella base del Club infernale a Tokyo, prova a rintracciarlo, combattendo contro gli uomini di Geist e contro Bloodscream sul suo cammino. Cyber prova a uccidere Wolverine intrappolandolo in un incubo allucinogeno, da cui Wolverine si libera utilizzando la stessa tossina utilizzata da Cyber contro di lui.
Facendosi strada verso la mansione del Club infernale, Wolverine combatte contro Selene e Fugue, mentre Shaw riesce a fuggire. Cadendo nelle catacombe sotto la mansione, Wolverine combatte contro Fugue per la seconda volta, vincendo e riuscendo ad arrivare ancora più in profondità. Sul fondo dei sotterranei, Wolverine scopre la vera mente dietro la taglia sulla sua testa, ovvero Great Beast, capo della Mano. Wolverine sconfigge definitivamente Great Beast e torna alla X-Mansion, dove viene accolto dagli X-Men.

### Versione Mega Drive
Ricordandosi gli esperimenti attuati su di lui da Arma X e dal Professor Thornton, Wolverine decide di scoprire i segreti del suo passato. Durante la sua missione, Wolverine viaggia e combatte contro dei nemici prima in una base di Arma X e poi in una montagna. Il Professor X contatta Wolverine per avvertirlo del pericolo che sta correndo, ma il mutante rifiuta l'aiuto degli X-Men, intenzionato a risolvere le cose da solo. Dopo aver sconfitto il Wendigo, Wolverine si dirige in una giungla in cui incontra Tempesta, rifiutando ancora volta il suo aiuto e quello degli X-Men. Wolverine si scontra con Lady Deathstrike e Sabretooth, che lo avverte sulla taglia piazzata sulla sua testa da Shinobi Shaw.
Rintracciando Shaw a New York, Wolverine viene intercettato e avvelenato da Cyber, che lo imprigiona in un incubo allucinogeno dal quale Wolverine si libera utilizzando la stessa tossina utilizzata Cyber proprio contro di lui. Arrivato alla base del Club infernale, Wolverine combatte contro Shaw e lo sconfigge, ma dopo la lotta entrambi cadono nelle catacombe nei sotterranei dell'edificio, in cui Trevor Fitzroy decide di ucciderli entrambi. Wolverine riesce a sconfiggere i rimanenti uomini di Shaw, poi il supercattivo Bloodscream e infine Fitzroy. Wolverine riesce quindi a tornare a casa, dove viene congratulato dagli X-Men.

## Modalità di gioco
Entrambe le versioni del gioco si presentano come un ibrido tra videogioco a piattaforme e avventura dinamica, e il giocatore si muove attraverso ampi livelli con più zone, attaccando nemici o risolvendo rompicapi per accedere a nuove aree. La versione SNES richiede un numero predefinito di nemici sconfitti prima che venga concesso al giocatore l'accesso alla zona successiva. Entrambe le versioni hanno un limite di tempo per ogni livello, che finisce se il giocatore ci mette troppo tempo ad arrivare alla fine; se ciò accade, il personaggio di Elsie-Dee trova automaticamente Wolverine e lo uccide, diminuendo il numero delle sue vite di uno nella versione Mega Drive, o direttamente provocando un game over al giocatore nella versione SNES. Entrambe le versioni dei giochi includono un sistema di password, che permette al giocatore di continuare il gioco da qualunque livello si trovasse la volta precedente. Entrambi i giochi danno a Wolverine una percentuale della sua "salute" a disposizione, che parte sempre dal 100%; dopo aver subito danno, la sua salute verrà recuperata col tempo grazie al suo fattore di guarigione mutante. Nella versione Mega Drive i giocatori beneficiano di un timer con conto alla rovescia che gli fa capire quanto Elsie-Dee sia vicina a trovare Wolverine; questo timer viene resettato in alcuni checkpoint.
Wolverine ha un diverso move set in base a quale versione del gioco si stia giocando. Nella versione SNES, Wolverine ha solo un attacco principale in cui usa i suoi artigli, ma gli permette di usarli anche per arrampicarsi su qualunque muro o appendersi ai soffitti, e può anche effettuare salti lunghi e molto in alto. La versione Mega Drive invece è più orientata verso l'azione, e Wolverine può utilizzare una vasta gamma di attacchi con i suoi artigli, e può effettuare un doppio salto in cui si chiude a riccio e lo manda in avanti per un breve tratto. Inoltre, sempre nella versione Mega Drive, Wolverine può effettuare un attacco che contemporaneamente gli permette di percorrere lunghe distanze, una capriola veloce che percorre grandi distanze rasoterra e permette al personaggio di evitare tutti i proiettili sparati dagli avversari.
Quasi ogni livello termina con uno scontro contro un boss, che cambia rispetto alla versione giocata. Nonostante la versione Mega Drive sia più orientata verso l'azione e il combattimento, pone più enfasi anche sulla risoluzione di rompicapi semplici e sull'esplorazione dei livelli, e non è presente l'obbligo di sconfiggere un numero prestabilito di nemici per proseguire nel gioco, a differenza della versione SNES.

## Accoglienza
La versione SNES ha ricevuto recensioni da miste a positive, mentre la versione Mega Drive ha ricevuto recensioni generalmente negative. Electronic Gaming Monthly ha assegnato alla versione SNES un punteggio di 6.2 su 10, rimarcando che "Wolverine ha un sacco di mosse e tecniche a disposizione, e i fan del personaggio dei fumetti vorranno sicuramente recuperare questo gioco. Ma alla fine, è il solito gioco d'azione di sempre". GamePro si è definita entusiasta, dichiarando che "la grafica nitida, l'azione continua e le intense sfide rendono questo gioco un formidabile avversario per qualsiasi supergamer!" Hanno invece paragonato la grafica e l'animazione a "un fumetto che prende vita". Next Generation ha recensito la versione SNES del gioco, assegnandole un punteggio di due stelle su cinque, e dichiarando che "potresti avere ciò che offre Adamantium Rage da una vecchia copia di Impossible Mission. Se siete fan di Wolverine, recuperate X-Men: Mutant Apocalypse di Capcom per SNES".
GamePro ha stroncato la versione Mega Drive, criticando il level design generico, la mancanza di entusiasmo e soprattutto i controlli, descritti come così scadenti che persino finire il primo livello è quasi impossibile. Hanno concluso dicendo "quando i punti salienti di un gioco sono la sua grafica e i suoi effetti sonori mediocri, ciò dovrebbe far scattare una bandiera rossa immediata". Electronic Gaming Monthly ha dato al gioco un punteggio di 4,25 su 10. Sebbene i loro quattro recensori avessero pareri contrastanti sulla grafica del gioco, hanno descritto all'unanimità i controlli come notevolmente scadenti. Next Generation ha recensito la versione Mega Drive del gioco, valutandola con due stelle su cinque e affermando che "Wolverine è un decente platform brawler, ma alla fine è solo un altro platform brawler. E ciò va bene solo per due titoli".